# Victor Willis
Victor Edward Willis (Dallas, Texas, 1 de julio de 1951) es un cantante, compositor y actor estadounidense, conocido por ser el cantante original del grupo de música disco Village People e interpretar al policía y al capitán de la Armada.
Hijo de un predicador bautista, desarrolló sus habilidades cantando en la iglesia de su padre. Con formación en actuación y danza, se fue a Nueva York y se unió a la prestigiosa Negro Ensemble Company. En la compañía, apareció en muchos musicales y obras de teatro, incluida la producción original de Broadway de The Wiz en 1976 y, posteriormente, en la versión australiana.
En 1978, Willis se casó con Phylicia Ayers-Allen (conocida por su papel de Clair Huxtable en The Cosby Show) y escribió las letras de su álbum, Josephine Superstar. Se divorciaron en 1982.
Willis también escribió y grabó varios demos a mediados de la década de 1970 y eventualmente fue presentado al productor francés Jacques Morali. Morali, quien apodó a Willis como "el joven con la voz ronca", se acercó a él y le dijo: "Tuve un sueño en el que eras el vocalista principal en mi álbum y a éste le iba muy, pero muy bien".
Además de Village People, Willis fue coescritor de canciones para otros artistas, incluyendo The Ritchie Family y Patrick Juvet.

## Village People
Willis aceptó la voz principal y coros, bajo los auspicios de Village People, un concepto de grupo no-existentes que incluía los éxitos de San Francisco (You've Got Me) y en Hollywood (Todo el mundo es una estrella). El álbum se convirtió en un gran éxito en el floreciente mercado disco.
Después de una oferta de Dick Clark para que el grupo actuara en American Bandstand, presionaron a Morali y Willis para desarrollar un "verdadero" grupo en torno a este último para actuar en vivo. Lo hicieron mediante la colocación de un anuncio buscando cantantes "machos" que "también pudieran bailar" y "debían tener un bigote".
Willis escribió un éxito tras otro producido y coescrito con Morali. Village People se elevó rápidamente a la cima de las listas con Willis a la cabeza con numerosos éxitos como "Macho Man", "YMCA", "In the Navy", y "Go West".
En 1980 comenzaron los preparativos para un largometraje. La película se llamaba Village People Can't Stop the Music. Mientras se rodaba la película, Willis dejó el grupo. Aunque Willis no aparece en la película, escribió la letra de dos de las canciones de la película: "Magic Nights" y "Milkshake". Can't Stop The Music se convirtió en uno de los mayores fracasos cinematográficos de Hollywood de todos los tiempos.
Después de que Willis partió, Village People nunca tuvo otro éxito. En un intento por "recuperar la magia", Morali y Belolo convencieron a Willis para volver al grupo en 1982 para el álbum de Fox. El álbum no fue un éxito y, en 1983, Willis dejó el grupo para siempre.

## Prisión
Fue arrestado en 2006, se le dio libertad condicional y ordenó a rehabilitación en la clínica de desintoxicación Betty Ford. En 2007, después del tratamiento, Willis hizo su primera declaración a la prensa en más de 25 años, diciendo que "la pesadilla del abuso de drogas se salgan de mi vida ... ahora que la neblina de las drogas se han ido, estoy pensando y viendo más claro ahora que en años ... tengo muchas ganas de vivir la segunda parte de mi vida sin drogas".
Desde la salida del grupo Village People, Willis había rechazado ofertas para grabar y se negó sistemáticamente a realizar cualquiera de sus éxitos de Village People.
En 2007, tras una ausencia de 28 años, Willis regresó al escenario y comenzó actuaciones preliminares para una gira de regreso internacional prevista para 2009. Sin embargo, en julio de 2008 se sometió a una exitosa cirugía en un hospital de San Diego para eliminar nódulos benignos de sus cuerdas vocales, lo que obligó a un aplazamiento de la gira.
El 17 de noviembre 2007 Willis se casó por segunda vez. Su esposa, Karen, es una abogada y ejecutiva.